# 查汗敖包庙
查汗敖包庙，位于内蒙古自治区鄂尔多斯市鄂托克旗苏米图苏木查汗敖包嘎查，是一座藏传佛教格鲁派寺院。

## 简介
2006年至2010年“十一五”期间，鄂托克旗共投入2100万元，对辖区内的新召庙（又名鄂托克召）、道劳阿贵庙、喇嘛庙、查汗敖包庙、苏里格庙、迪延阿贵庙、查汗加德海寺等8座寺庙进行了修缮，为3万多名藏传佛教信众提供了方便。
鄂托克旗历史上，佛教寺庙几度兴废。到2013年，鄂托克召、道劳阿贵庙、喇嘛庙、查汗敖包庙、苏里格庙、迪延阿贵庙、查汗加德海寺、乌兰吉林庙均已经修复。